# Alfonso Banda Moras
Alfonso Banda Moras (?, ? - Barcelona, 6 d'agost de 1999) fou un periodista espanyol. Des de 1939 al setembre de 1941 fou delegat a Catalunya del Departament de Radiodifusió. Va dirigir durant més de vint anys Radio España a Barcelona, fins que el 1969 el va substituir Gonzalo Serraclara. Posteriorment seria cap dels Serveis Informatius de Radio Nacional de España a Barcelona, càrrec que va ocupar fins a jubilar-se, el 1980, quan va ser substituït per Emilio López Valls. El desembre de 1970 va ser nomenat cap de promoció de programes de Radio Nacional i Televisió Espanyola a Barcelona. Va rebre un Premi Ondas (1954) per la tasca de difusió de la ràdio espanyola que va fer als EUA; un Premi de l'«Operación Bravo» (1972), atorgat per l'Arquebisbat de Barcelona, i el Premi Enrique Lacalle de ràdio (1974).